# Žalm 62
Žalm 62 („Jen v Bohu se ztiší duše má“) je biblický žalm. V překladech, které číslují podle Septuaginty, se jedná o 61. žalm. Žalm je nadepsán těmito slovy: „Pro předního zpěváka, podle Jedútúna. Žalm Davidův.“ Podle některých vykladačů toto nadepsání znamená, že žalm byl určen k tomu, aby jej při určitých příležitostech odzpívával zkušený zpěvák z kněžské třídy za přítomnosti krále z Davidova rodu. Tradiční židovský výklad naproti tomu považuje žalmy, které jsou označeny Davidovým jménem, za ty, které sepsal přímo král David, a Raši uvádí, že jedútún je v tomto případě název určitého hudebního nástroje. Spis Šimuš Tehilim („Užití Žalmů“), jehož autorem je zřejmě židovský učenec Chaj Ga'on (939–1038), uvádí, že recitace 62. žalmu pomáhá tomu, kdo prosí Boha o odpuštění hříchu.